# Carlo van Dam
Carlo van Dam (ur. 27 lutego 1986 roku we Vlaardingen) – holenderski kierowca wyścigowy.

## Kariera
Holender karierę rozpoczął, jak większość przyszłych kierowców wyścigowych, od kartingu. Jego największym sukcesem w tej dyscyplinie było mistrzostwo Europy. Po zakończeniu kariery kartingowca, postanowił rozpocząć poważną karierę wyścigową. W tym celu w 2004 roku zadebiutował w Formule Renault. W latach 2005–2006 zajął odpowiednio 4. i 3. lokatę w końcowej klasyfikacji Europejskiej Formuły Renault. W roku 2007 zaangażował się w Niemiecką Formułę 3, gdzie nieoczekiwanie zdobył tytuł mistrzowski. Rok później był mistrzem jej japońskiego odpowiednika. Poza tym wystartował również w prestiżowym wyścigu, o Grand Prix Makau, gdzie uzyskał pole position, przed wyścigiem kwalifikacyjnym. Wyścigu jednak nie udało mu się ukończyć.
Na sezon 2009 został zakontraktowany, jako kierowca debiutującego zespołu Colina Kollesa, w Europejskiej Formule 3. Bardzo słabe osiągi bolidu zmusiły Carlo do rezygnacji z dalszych startów. W tej sytuacji przeniósł się do serii Superleague Formula, w której pojedzie w barwach klubu PSV Eindhoven.